# رانی شل
رانی شل (انگلیسی: Ronnie Schell؛ زادهٔ ۲۳ دسامبر ۱۹۳۱) کمدین و بازیگر اهل ایالات متحده آمریکا است. وی از سال ۱۹۶۵ میلادی تاکنون مشغول فعالیت بوده‌است.
از فیلم‌ها یا برنامه‌های تلویزیونی که وی در آن نقش داشته‌است می‌توان به اسلج همر!، گومر پایل، یو.اس.ام.سی. و قوی‌ترین مرد جهان اشاره کرد.